# Aicha Nanette Conté
Pour les articles homonymes, voir Conté.
Aicha Nanette Conté, est une femme politique guinéenne
Elle est la ministre de la Promotion féminine, de l'Enfance et des Personnes vulnérables dans le gouvernement dirigé par Mohamed Béavogui du 26 octobre 2021, puis celle de Bernard Goumou du 20 août 2022 au 19 février 2024.

## Biographie

### Parcours professionnel
Avant d'être ministre, elle était spécialiste protection de l’enfant à l'UNICEF Guinée.
Elle est nommée par décret le 26 octobre 2021 ministre de la Promotion féminine, de l'Enfance et des Personnes vulnérables en remplacement de Aissata Daffé.
Le 19 février 2024, le gouvernement Bernard Goumou dont elle est membre est dissout par le Comité national du rassemblement pour le développement (CNRD).